# Deutsche Aktuarvereinigung
Deutsche Aktuarvereinigung (Niemieckie Stowarzyszenie Aktuarialne), jest przedstawicielstwem matematyków finansowych i ubezpieczeniowych pracujących na terenie Republiki Federalnej Niemiec. Siedziba stowarzyszenia znajduje się w Kolonii.